# گرگور براون
گرگور براون (ایتالیایی: Gregor Braun؛ زادهٔ ۳۱ دسامبر ۱۹۵۵) دوچرخه‌سوار اهل آلمان است.
از باشگاه‌هایی که در آن رکاب زده‌است می‌توان به تیم دوچرخه‌سواری پژو اشاره کرد.
وی در مسابقات کشوری و بین‌المللی در مجموع برندهٔ ۲ مدال طلا شده‌است.